# Référendum de 2020 sur la légalisation du cannabis médical au Dakota du Sud
Un référendum sur la légalisation médical du cannabis a lieu le 3 novembre 2020 au Dakota du Sud. La population est amenée à se prononcer sur une loi d'initiative populaire portant sur la légalisation du cannabis médical, dite Mesure 26.  Un référendum sur la légalisation du cannabis à fin médicale et récéative est organisé le même jour.
La proposition de loi soumise à référendum — appelée Mesure 26 — vise à établir un programme permettant l'accès au cannabis médical aux personnes atteintes d'une maladie dégénérative.

## Résultats
| Choix                     | Votes   | %     |
| ------------------------- | ------- | ----- |
| Pour                      | 291 754 | 69,92 |
| Contre                    | 125 488 | 30,08 |
|                           |         |       |
| Votes valides             | 417 242 | 97,59 |
| Votes blancs et invalides | 10 287  | 2,41  |
| Total                     | 427 529 | 100   |
| Abstention                | 151 126 | 26,12 |
| Inscrits/Participation    | 578 655 | 73,88 |

| Pour 291 754 (69,92%) |  |  | Contre 125 488 (30,08%) |
| ▲                     |  |  |                         |
| Majorité absolue      |  |  |                         |